# 경주시의 문화재
다음은 대한민국 경주시의 지정 문화재 목록이다.

## 세계유산
- 불국사와 석굴암 (1995년 지정)
- 경주역사유적지구 (2000년 지정)
- 하회·양동 역사마을 (2010년 지정)
- 한국의 서원 옥산서원 (2019년 지정)

## 국가 지정

### 국보
| 번호 | 지정번호 | 등록명                        | 소재지                                        |
| ---- | -------- | ----------------------------- | --------------------------------------------- |
| 1    | 20호     | 불국사 다보탑                 | 경주시 진현동 15 불국사                       |
| 2    | 21호     | 불국사 삼층석탑               | 경주시 진현동 15 불국사                       |
| 3    | 22호     | 불국사 연화교 및 칠보교       | 경주시 진현동 15 불국사                       |
| 4    | 23호     | 불국사 청운교 및 백운교       | 경주시 진현동 15 불국사                       |
| 5    | 24호     | 석굴암 석굴                   | 경주시 진현동 891 석굴암                      |
| 6    | 25호     | 경주 태종무열왕릉비           | 경주시 서악동 844-1                           |
| 7    | 26호     | 불국사 금동비로자나불좌상     | 경주시 진현동 15 불국사                       |
| 8    | 27호     | 불국사 금동아미타여래좌상     | 경주시 진현동 15 불국사                       |
| 9    | 28호     | 백률사 금동약사여래입상       | 국립경주박물관                                |
| 10   | 29호     | 성덕대왕신종                  | 국립경주박물관                                |
| 11   | 30호     | 분황사 석탑                   | 경주시 구황동 313 분황사                      |
| 12   | 31호     | 경주 첨성대                   | 경주시 인왕동 839-1                           |
| 13   | 37호     | 경주 구황리 삼층석탑          | 경주시 구황동 103                             |
| 14   | 38호     | 고선사지 삼층석탑             | 국립경주박물관                                |
| 15   | 39호     | 월성 나원리 오층석탑          | 경주시 현곡면 나원리 672                      |
| 16   | 40호     | 정혜사지 십삼층석탑           | 경주시 안강읍 옥산리 1654                     |
| 17   | 79호     | 경주 구황리 금제여래좌상      | 국립중앙박물관                                |
| 18   | 80호     | 경주 구황리 금제여래입상      | 국립중앙박물관                                |
| 19   | 81호     | 감산사 석조미륵보살입상       | 국립중앙박물관                                |
| 20   | 82호     | 감산사 석조아미타불입상       | 국립중앙박물관                                |
| 21   | 87호     | 금관총 금관                   | 국립경주박물관                                |
| 22   | 88호     | 금관총 과대 및 요패           | 국립경주박물관                                |
| 23   | 90호     | 금제태환이식                  | 국립중앙박물관                                |
| 24   | 91호     | 도기 기마인물형 명기          | 국립중앙박물관                                |
| 25   | 112호    | 감은사지 삼층석탑             | 경주시 양북면 용당리 55-1                     |
| –    | 125호    | 녹유골호 (부석 제외)          | 국립중앙박물관                                |
| 26   | 126호    | 불국사 삼층석탑 사리장엄구    | 경주시 진현동 15 불국사 (국립중앙박물관 보관) |
| 27   | 126-1호  | 금동제 사리외함               | 경주시 진현동 15 불국사 (〃)                  |
| 28   | 126-2호  | 은제 사리외합                 | 경주시 진현동 15 불국사 (〃)                  |
| 29   | 126-3호  | 은제 사리내합                 | 경주시 진현동 15 불국사 (〃)                  |
| 30   | 126-4호  | 유향                          | 경주시 진현동 15 불국사 (〃)                  |
| 31   | 126-5호  | 금동방형사리합                | 경주시 진현동 15 불국사 (〃)                  |
| 32   | 126-6호  | 무구정광대다라니경            | 경주시 진현동 15 불국사 (〃)                  |
| 33   | 126-7호  | 동환                          | 경주시 진현동 15 불국사 (〃)                  |
| 34   | 126-8호  | 경옥제곡옥                    | 경주시 진현동 15 불국사 (〃)                  |
| 35   | 126-9호  | 홍마노환옥                    | 경주시 진현동 15 불국사 (〃)                  |
| 36   | 126-10호 | 수정절자옥                    | 경주시 진현동 15 불국사 (〃)                  |
| 37   | 126-11호 | 수정보주형옥                  | 경주시 진현동 15 불국사 (〃)                  |
| 38   | 126-12호 | 수정환옥                      | 경주시 진현동 15 불국사 (〃)                  |
| 39   | 126-13호 | 녹색 유리환옥                 | 경주시 진현동 15 불국사 (〃)                  |
| 40   | 126-14호 | 담청색 유리제과형옥           | 경주시 진현동 15 불국사 (〃)                  |
| 41   | 126-15호 | 유리제 소옥                   | 경주시 진현동 15 불국사 (〃)                  |
| 42   | 126-16호 | 향목편                        | 경주시 진현동 15 불국사 (〃)                  |
| 43   | 126-17호 | 청동제 비천상                 | 경주시 진현동 15 불국사 (〃)                  |
| 44   | 126-18호 | 동경                          | 경주시 진현동 15 불국사 (〃)                  |
| 45   | 126-19호 | 동제 채자                     | 경주시 진현동 15 불국사 (〃)                  |
| 46   | 126-20호 | 목탑                          | 경주시 진현동 15 불국사 (〃)                  |
| 47   | 126-21호 | 수정대옥                      | 경주시 진현동 15 불국사 (〃)                  |
| 48   | 126-22호 | 홍마노                        | 경주시 진현동 15 불국사 (〃)                  |
| 49   | 126-23호 | 수정제 가지형옥               | 경주시 진현동 15 불국사 (〃)                  |
| 50   | 126-24호 | 유리제 과형옥                 | 경주시 진현동 15 불국사 (〃)                  |
| 51   | 126-25호 | 유리소옥                      | 경주시 진현동 15 불국사 (〃)                  |
| 52   | 126-26호 | 심향편                        | 경주시 진현동 15 불국사 (〃)                  |
| 53   | 126-27호 | 섬유잔결                      | 경주시 진현동 15 불국사 (〃)                  |
| 54   | 126-28호 | 묵서지편                      | 경주시 진현동 15 불국사 (〃)                  |
| 55   | 188호    | 천마총 금관                   | 국립경주박물관                                |
| 56   | 189호    | 금모 (천마총)                 | 국립경주박물관                                |
| 57   | 190호    | 금제 과대 및 요패 (천마총)    | 국립경주박물관                                |
| 58   | 191호    | 금관 및 수하식 (98호 북분)    | 국립경주박물관                                |
| 59   | 192호    | 금제 과대 및 요패 (98호 북분) | 국립경주박물관                                |
| 60   | 193호    | 유리제 병 및 배 (98호 남분)   | 국립경주박물관                                |
| 61   | 194호    | 금제 경식 (98호 남분)         | 국립경주박물관                                |
| 62   | 195호    | 토우장식장경호                | 국립경주박물관                                |
| 63   | 199호    | 단석산 신선사 마애불상군      | 경주시 건천읍 송선리 산89                     |
| 64   | 207호    | 천마도 장니                   | 국립중앙박물관                                |
| 65   | 236호    | 월성 장항리사지 서 오층석탑   | 경주시 양북면 장항리 1083                     |
| 66   | 275호    | 기마인물형 토기               | 국립경주박물관                                |
| 67   | 283호    | 통감속편                      | 경주시                                        |

### 보물
| 번호 | 지정번호 | 등록명                                 | 소재지                             |
| ---- | -------- | -------------------------------------- | ---------------------------------- |
| 1    | 61호     | 불국사 사리탑                          | 경주시 진현동 15 불국사            |
| 2    | 62호     | 경주 서악리 마애석불상                 | 경주시 서악동 92-1                 |
| 3    | 63호     | 경주 배리 석불입상                     | 경주시 배동 65-1                   |
| 4    | 64호     | 경주 보문리 석조                       | 경주시 보문동 금당평 848           |
| 5    | 65호     | 경주 서악리 삼층석탑                   | 경주시 서악동 92-1                 |
| 6    | 66호     | 경주 석빙고                            | 경주시 인왕동 449-1                |
| 7    | 67호     | 경주 효현리 삼층석탑                   | 경주시 효현동 420                  |
| 8    | 68호     | 경주 황남리 효자손시양 정려비          | 경주시 황남동 209와 227의 중간도로 |
| 9    | 69호     | 망덕사지 당간지주                      | 경주시 배반동 964                  |
| 10   | 70호     | 경주 서악동 귀부                       | 경주시 서악동 1006                 |
| 11   | 121호    | 굴불사지 석불상                        | 경주시 동천동 4                    |
| 12   | 122호    | 경주 두대리 마애석불입상               | 경주시 율동 산60-1                 |
| 13   | 123호    | 경주 보문리 당간지주                   | 경주시 보문동 856                  |
| 14   | 124호    | 경주 남산리 삼층석탑                   | 경주시 남산동 227-2                |
| 15   | 125호    | 무장사 아미타불조상사적비 이수 및 귀부 | 경주시 암곡동 산1                  |
| 16   | 126호    | 무장사지 삼층석탑                      | 경주시 암곡동 산1                  |
| 17   | 127호    | 경주 삼랑사지 당간지주                 | 경주시 성건동 425                  |
| 18   | 136호    | 경주 남산 미륵곡 석불좌상              | 경주시 배반동 산66-1               |
| 19   | 168호    | 경주 천군리 삼층석탑                   | 경주시 천군동 549, 550             |
| 20   | 186호    | 경주 남산 용장사곡 삼층석탑            | 경주시 내남면 용장리 산1           |
| 21   | 187호    | 경주 남산 용장사곡 석불좌상            | 경주시 내남면 용장리 산1           |
| 22   | 198호    | 경주 남산 불곡 석불좌상                | 경주시 인왕동 산56                 |
| 23   | 199호    | 경주 남산 신선암 마애보살반가상        | 경주시 남산동 산36                 |
| 24   | 200호    | 경주 남산 칠불암 마애석불              | 경주시 남산동 산36                 |
| 25   | 201호    | 경주 남산 탑곡 마애조상군              | 경주시 배반동 산69                 |
| 26   | 202호    | 의성 관덕동 석사자                     | 국립경주박물관                     |
| 27   | 339호    | 서봉총 금관                            | 국립경주박물관                     |
| 28   | 411호    | 무첨당                                 | 경주시 강동면 양동리 181           |
| 29   | 412호    | 향단                                   | 경주시 강동면 양동리 135           |
| 30   | 413호    | 독락당                                 | 경주시 안강읍 옥산리 1600-1        |
| 31   | 415호    | 기림사 건칠보살좌상                    | 경주시 양북면 호암리 419 기림사    |
| 32   | 442호    | 관가정                                 | 경주시 강동면 양동리 150           |
| 33   | 524호    | 여주이씨 옥산문중소장전적              | 경주시 안강읍                      |
| 34   | 524-1호  | 정덕계유 사마방목                      | 경주시                             |
| 35   | 524-2호  | 여주이씨 옥산문중소장전적              | 경주시 안강읍                      |
| 36   | 525호    | 삼국사기 (권50)                        | 경주시 안강읍 옥산리 7 옥산서원    |
| 37   | 526호    | 여주이씨 옥산문중소장유묵              | 경주시                             |
| 38   | 526-1호  | 해동명적 (상권 20매, 하권 23매)        | 경주시                             |
| 39   | 526-2호  | 여주이씨 옥산문중소장유묵              | 경주시                             |
| 40   | 581호    | 월성 골굴암 마애여래좌상               | 경주시 양북면 안동리 304           |
| 41   | 586호    | 이언적 수필 고본일괄                   | 경주시 안강읍 옥산리 7 옥산서원 외 |
| 42   | 586-1호  | 속대학혹문                             | 경주시 안강읍 옥산리 7 옥산서원    |
| 43   | 586-2호  | 대학장구보유                           | 경주시                             |
| 44   | 586-3호  | 중용구경연의                           | 경주시                             |
| 45   | 586-4호  | 진수팔규                               | 경주시                             |
| 46   | 586-5호  | 봉선잡의                               | 경주시                             |
| 47   | 617호    | 금제 접형관식 (천마총)                 | 국립경주박물관                     |
| 48   | 618호    | 금제 조익형관식 (천마총)               | 국립경주박물관                     |
| 49   | 619호    | 경식 (천마총)                          | 국립경주박물관                     |
| 50   | 620호    | 유리배 (천마총)                        | 국립경주박물관                     |
| 51   | 621호    | 금동 장봉황환두대도 (천마총)           | 국립경주박물관                     |
| 52   | 622호    | 청동제 초두 (천마총)                   | 국립경주박물관                     |
| 53   | 623호    | 금제천 및 지환 (98호 북분)             | 국립경주박물관                     |
| 54   | 624호    | 유리제 대부배 (98호 북분)              | 국립경주박물관                     |
| 55   | 625호    | 은제 관식 (98호 북분)                  | 국립경주박물관                     |
| 56   | 626호    | 금제 고배 (98호 북분)                  | 국립경주박물관                     |
| 57   | 627호    | 은제 잔 (98호 북분)                    | 국립경주박물관                     |
| 58   | 628호    | 은제 합, 은제 완, 금제 완              | 국립경주박물관                     |
| 59   | 629호    | 금제 과대 및 요패 (98호 남분)          | 국립경주박물관                     |
| 60   | 630호    | 금제 조익형관식 (98호 남분)            | 국립경주박물관                     |
| 61   | 631호    | 은관 (98호 남분)                       | 국립경주박물관                     |
| 62   | 632호    | 은제 경갑 (98호 남분)                  | 국립경주박물관                     |
| 63   | 633호    | 금제 수식 (미추왕릉)                   | 국립경주박물관                     |
| 64   | 634호    | 상감유리옥 부경식 (미추왕릉)           | 국립경주박물관                     |
| 65   | 635호    | 금제 감장보검 (미추왕릉)               | 국립경주박물관                     |
| 66   | 636호    | 서수형 토기 (미추왕릉)                 | 국립경주박물관                     |
| 67   | 665호    | 낭산 마애삼존불                        | 경주시 배반동 산17-1               |
| 68   | 666호    | 경주 삼릉계 석불좌상                   | 경주시 배동 산71                   |
| 69   | 833호    | 기림사 대적광전                        | 경주시 양북면 호암리 419 기림사    |
| 70   | 884호    | 삼안총                                 | 국립경주박물관                     |
| 71   | 907호    | 월성 남사리 사지 삼층석탑              | 경주시 현곡면 남사리 234-2         |
| 72   | 908호    | 월성 용명리 사지 삼층석탑              | 경주시 건천읍 용명리 856-7         |
| 73   | 909호    | 남간사지 당간지주                      | 경주시 탑동 858-6                  |
| 74   | 910호    | 경주 보문동 연화문 당간지주            | 경주시 보문동 752-2                |
| 75   | 911호    | 석굴암 삼층석탑                        | 경주시 진현동 999                  |
| 76   | 912호    | 경주 마동 사지 삼층석탑                | 경주시 마동 101-2                  |
| 77   | 913호    | 용장사지 마애여래좌상                  | 경주시 내남면 용장리 산1-1         |
| 78   | 958호    | 기림사 소조비로자나삼존불상            | 경주시 양북면 호암리 420           |
| 79   | 959호    | 기림사 비로자나불복장전적              | 경주시 양북면 호암리 420           |
| 80   | 1151호   | 청동흑칠 호등                          | 국립경주박물관                     |
| 81   | 1152호   | 경주 죽동리 출토 청동기 일괄           | 국립경주박물관                     |
| 82   | 1188호   | 천룡사지 삼층석탑                      | 경주시 내남면 용장리 875-2         |
| 83   | 1216호   | 손소 영정                              | 경주시                             |
| 84   | 1410호   | 금동 용형당간두                        | 국립경주박물관                     |
| 85   | 1411호   | 임신서기명석                           | 국립경주박물관                     |
| 86   | 1427호   | 괘릉 석상 및 석주 일괄                 | 경주시                             |
| 87   | 1429호   | 경주 원원사지 삼층석탑                 | 경주시 외동읍 모화리 산8-2, 산12-3 |
| 88   | 1473호   | 여주이씨 옥산문중소장고문서            | 경주시 안강읍                      |
| 89   | 1474호   | 경주이씨 양월문중소장고문서 및 향안    | 경주시, 서울역사박물관             |
| 90   | 1474-1호 | 경주이씨 양월문중소장고문서 및 향안    | 경주시 안강읍                      |
| 91   | 1475호   | 안압지 출토 금동판불상 일괄            | 경주시 인왕동 76                   |
| 92   | 1523호   | 불국사 석조                            | 경주시 진현동 13-5 불국사          |

### 사적
| 번호 | 지정번호 | 등록명                   | 소재지                                               |
| ---- | -------- | ------------------------ | ---------------------------------------------------- |
| 1    | 1호      | 경주 포석정지            | 경주시 배동 454-3                                    |
| 2    | 6호      | 황룡사지                 | 경주시 구황동 320-1                                  |
| 3    | 7호      | 망덕사지                 | 경주시 배반동 956                                    |
| 4    | 8호      | 사천왕사지               | 경주시 배반동 935-2                                  |
| 5    | 15호     | 경주 흥륜사지            | 경주시 사정동 281-1                                  |
| 6    | 16호     | 경주 월성                | 경주시 인왕동 387-1                                  |
| 7    | 17호     | 경주 남고루              | 경주시 황오동 21-1외 77필                            |
| 8    | 18호     | 경주 동궁과 월지         | 경주시 인왕동 26                                     |
| 9    | 19호     | 경주 계림                | 경주시 교동 1                                        |
| 10   | 20호     | 신라 무열왕릉            | 경주시 서악동 842                                    |
| 11   | 21호     | 김유신묘                 | 경주시 충효동 산7-10                                 |
| 12   | 22호     | 경주 남산성              | 경주시 인왕동, 탑동, 남산동, 배반동, 배동            |
| 13   | 23호     | 신라 경덕왕릉            | 경주시 내남면 부지리 산8                             |
| 14   | 24호     | 신라 진덕여왕릉          | 경주시 현곡면 오류리 산48                            |
| 15   | 25호     | 경주 부산성              | 경주시 건천읍 송선리 산195                           |
| 16   | 26호     | 경주 괘릉                | 경주시 외동읍 괘능리 산17                            |
| 17   | 27호     | 경주 구정리 방형분       | 경주시 구정동 산41                                   |
| 18   | 28호     | 신라 성덕왕릉            | 경주시 조양동 산8                                    |
| 19   | 29호     | 신라 헌덕왕릉            | 경주시 동천동 80                                     |
| 20   | 30호     | 신라 흥덕왕릉            | 경주시 안강읍 육통리 산42                            |
| 21   | 31호     | 경주 감은사지            | 경주시 양북면 용당리 55-1                            |
| 22   | 38호     | 경주 노동리 고분군       | 경주시 노동동 261                                    |
| 23   | 39호     | 경주 노서리 고분군       | 경주시 노서동 104                                    |
| 24   | 40호     | 경주 황남리 고분군       | 경주시 황남동 6-1                                    |
| 25   | 41호     | 경주 황오리 고분군       | 경주시 황오동 102-3                                  |
| 26   | 42호     | 경주 인왕리 고분군       | 경주시 인왕동 669-1                                  |
| 27   | 43호     | 경주 금척리 고분군       | 경주시 건천읍 금척리 192-1                           |
| 28   | 45호     | 경주 장항리사지          | 경주시 양북면 장항리 1081                            |
| 29   | 46호     | 경주 원원사지            | 경주시 외동읍 모화리 2                               |
| 30   | 47호     | 명활산성                 | 경주시 천군동, 보문동                                |
| 31   | 48호     | 관문성                   | 경주시 외동읍 모화리 산122, 울산 북구 달천동, 중산동 |
| 32   | 82호     | 경주 천군리사지          | 경주시 천군동 548-1                                  |
| 33   | 88호     | 경주 성동리 전랑지       | 경주시 성동동 4                                      |
| 34   | 96호     | 경주 읍성                | 경주시 북부동 1                                      |
| 35   | 138호    | 서출지                   | 경주시 남산동 973                                    |
| 36   | 142호    | 서악리 고분군            | 경주시 서악동 750                                    |
| 37   | 154호    | 옥산서원                 | 경주시 안강읍 옥산리 7                               |
| 38   | 158호    | 문무대왕릉               | 경주시 양북면 봉길리 앞 해중                         |
| 39   | 159호    | 이견대                   | 경주시 감포읍 대본리 661                             |
| 40   | 161호    | 경주 동부 사적지대       | 경주시 황남동 104-1                                  |
| 41   | 163호    | 경주 낭산                | 경주시 보문동 214-2                                  |
| 42   | 172호    | 신라 오릉                | 경주시 탑동 67                                       |
| 43   | 173호    | 신라 일성왕릉            | 경주시 탑동 산23                                     |
| 44   | 174호    | 신라 탈해왕릉            | 경주시 동천동 산17                                   |
| 45   | 175호    | 신라 미추왕릉            | 경주시 황남동 89-2                                   |
| 46   | 176호    | 신라 법흥왕릉            | 경주시 효현동 63                                     |
| 47   | 177호    | 신라 진흥왕릉            | 경주시 서악동 산92-2                                 |
| 48   | 178호    | 신라 진지·문성왕릉       | 경주시 서악동 산92-2                                 |
| 49   | 179호    | 신라 헌안왕릉            | 경주시 서악동 산92-2                                 |
| 50   | 180호    | 신라 진평왕릉            | 경주시 보문동 608                                    |
| 51   | 181호    | 신라 신문왕릉            | 경주시 배반동 453-1                                  |
| 52   | 182호    | 신라 선덕여왕릉          | 경주시 보문동 산79-2                                 |
| 53   | 183호    | 신라 효공왕릉            | 경주시 배반동 산14                                   |
| 54   | 184호    | 신라 효소왕릉            | 경주시 조양동 산8                                    |
| 55   | 185호    | 신라 신무왕릉            | 경주시 동방동 660                                    |
| 56   | 186호    | 신라 정강왕릉            | 경주시 남산동 산53                                   |
| 57   | 187호    | 신라 헌강왕릉            | 경주시 남산동 산55                                   |
| 58   | 188호    | 신라 내물왕릉            | 경주시 교동 14                                       |
| 59   | 190호    | 전 민애왕릉              | 경주시 내남면 망성리 산40                            |
| 60   | 219호    | 배리 삼릉                | 경주시 배동 73-1                                     |
| 61   | 220호    | 희강왕릉                 | 경주시 내남면 망성리 34                              |
| 62   | 221호    | 지마왕릉                 | 경주시 배동 30                                       |
| 63   | 222호    | 경애왕릉                 | 경주시 배동 산73-1                                   |
| 64   | 241호    | 월성 화산리 회유토기요지 | 경주시 천북면 화산리 942-1                           |
| 65   | 245호    | 경주 나정                | 경주시 탑동 700-1                                    |
| 66   | 246호    | 재매정                   | 경주시 교동 89-7                                     |
| 67   | 263호    | 경주 동방 와요지군       | 경주시 동방동 343-4                                  |
| 68   | 311호    | 경주 남산 일원           | 경주시                                               |
| 69   | 328호    | 경주 용강동 고분         | 경주시 용강동 1130-2 외                              |
| 70   | 340호    | 경주 천관사지            | 경주시 교동 244                                      |
| 71   | 350호    | 경주 구정동 고분군       | 경주시 구정동 145-1                                  |
| 72   | 390호    | 경주 보문리사지          | 경주시 보문동 848-6외                                |
| 73   | 419호    | 경주 용강동 원지유적     | 경주시 황성동 251-28, 용강동 181 외                  |
| 74   | 430호    | 경주 손곡동·물천리 유적  | 경주시 손곡동, 물천리 일원                           |
| 75   | 457호    | 경주 일정교지·월정교지   | 경주시 인왕동 921-1 외, 교동 274 등                  |
| 76   | 476호    | 경주 황성동 석실분       | 경주시 황성동 906-5                                  |

### 천연기념물
| 번호 | 지정번호 | 등록명                 | 소재지                          |
| ---- | -------- | ---------------------- | ------------------------------- |
| 1    | 89호     | 경주 오류리 등나무     | 경주시 현곡면 오류리 527        |
| 2    | 115호    | 경주 독락당 조각자나무 | 경주시 안강읍 옥산리 1600       |
| 3    | 318호    | 월성 육통리 회화나무   | 경주시 안강읍 육통리 1428외 3필 |

### 중요민속자료
| 번호 | 지정번호 | 등록명             | 소재지                     |
| ---- | -------- | ------------------ | -------------------------- |
| 1    | 23호     | 양동 서백당        | 경주시 강동면 양동리 223   |
| 2    | 23-1호   | 행랑채             | 경주시 강동면 양동리 223   |
| 3    | 23-2호   | 사랑채             | 경주시 강동면 양동리 223   |
| 4    | 23-3호   | 안채               | 경주시 강동면 양동리 223   |
| 5    | 23-4호   | 사당               | 경주시 강동면 양동리 223   |
| 6    | 27호     | 경주 교동 최씨고택 | 경주시 교동 69             |
| 7    | 27-1호   | 문간채             | 경주시 교동 69             |
| 8    | 27-2호   | 고방채             | 경주시 교동 69             |
| 9    | 27-3호   | 안채               | 경주시 교동 69             |
| 10   | 27-4호   | 사당               | 경주시 교동 69             |
| 11   | 34호     | 경주 김호장군 고택 | 경주시 탑동 633            |
| 12   | 38호     | 정공청 유품        | 경주시 평동 158            |
| 13   | 38-1호   | 투구               | 경주시 평동 158            |
| 14   | 38-2호   | 갑옷               | 경주시 평동 158            |
| 15   | 38-3호   | 장갑               | 경주시 평동 158            |
| 16   | 38-4호   | 혁대               | 경주시 평동 158            |
| 17   | 38-5호   | 도검               | 경주시 평동 158            |
| 18   | 38-6호   | 화살               | 경주시 평동 158            |
| 19   | 73호     | 양동 낙선당        | 경주시 강동면 양동리 225   |
| 20   | 74호     | 양동 사호당고택    | 경주시 강동면 양동리 217   |
| 21   | 75호     | 양동 상춘헌고택    | 경주시 강동면 양동리 216   |
| 22   | 76호     | 양동 근암고택      | 경주시 강동면 양동리 214-1 |
| 23   | 77호     | 양동 두곡고택      | 경주시 강동면 양동리 35    |
| 24   | 78호     | 양동 수졸당        | 경주시 강동면 양동리 212   |
| 25   | 79호     | 양동 이향정        | 경주시 강동면 양동리 89    |
| 26   | 80호     | 양동 수운정        | 경주시 강동면 양동리 313   |
| 27   | 81호     | 양동 심수정        | 경주시 강동면 양동리 135   |
| 28   | 82호     | 양동 안락정        | 경주시 강동면 양동리 58    |
| 29   | 83호     | 양동 강학당        | 경주시 강동면 양동리 706   |
| 30   | 189호    | 월성 양동마을      | 경주시 강동면 양동리       |

### 등록문화재
| 번호 | 지정번호 | 등록명           | 소재지                 |
| ---- | -------- | ---------------- | ---------------------- |
| 1    | 290호    | 경주 구 서경사   | 경주시 서부동 93       |
| 2    | 292호    | 경주 우안 양수장 | 경주시 강동면 국당리 2 |

## 지방 지정

### 시도유형문화재
| 번호 | 지정번호     | 등록명                      | 소재지                       |
| ---- | ------------ | --------------------------- | ---------------------------- |
| 1    | 13호 (경북)  | 적개공신논상록권            | 경주시 강동면 양동리 223     |
| 2    | 14호 (경북)  | 손소선생 분재기             | 경주시 강동면 양동리         |
| 3    | 19호 (경북)  | 삼릉계곡 마애관음보살상     | 경주시 배동 산72-6           |
| 4    | 21호 (경북)  | 삼릉계곡 선각육존불         | 경주시 배동 산72-6           |
| 5    | 94호 (경북)  | 경주 남산 입곡석불두        | 경주시 배동 산86-3           |
| 6    | 95호 (경북)  | 경주 동천동 사방불탑신석    | 경주시 동천동 770-3          |
| 7    | 96호 (경북)  | 성덕왕릉 귀부               | 경주시 조양동 666            |
| 8    | 97호 (경북)  | 분황사 화쟁국사비부         | 경주시 구황동 313            |
| 9    | 112호 (경북) | 경주 침식곡 석불좌상        | 경주시 내남면 노곡리 산125-1 |
| 10   | 113호 (경북) | 경주 열암곡 석불좌상        | 경주시 내남면 노곡리 산123   |
| 11   | 114호 (경북) | 경주 약수계곡 마애입불상    | 경주시 내남면 용장리 산1-1   |
| 12   | 158호 (경북) | 삼릉계곡 마애석가여래좌상   | 경주시 배동 산72-6           |
| 13   | 159호 (경북) | 삼릉계곡 선각여래좌상       | 경주시 배동 산72-6           |
| 14   | 191호 (경북) | 경주향교                    | 경주시 교동 17-1             |
| 15   | 192호 (경북) | 경주 구황동 당간지주        | 경주시 구황동 315-2          |
| 16   | 193호 (경북) | 보리사 마애석불             | 경주시 배반동 산66-1         |
| 17   | 194호 (경북) | 경주 동천동 마애삼존불좌상  | 경주시 동천동 산4            |
| 18   | 195호 (경북) | 경주 배리 윤을곡 마애불좌상 | 경주시 배동 산72-1           |
| 19   | 204호 (경북) | 영지 석불좌상               | 경주시 외동읍 괘릉리 1297-1  |
| 20   | 205호 (경북) | 기림사 삼층석탑             | 경주시 양북면 호암리 419     |
| 21   | 206호 (경북) | 백운대 마애불입상           | 경주시 내남면 명계리 산161-2 |
| 22   | 214호 (경북) | 기림사 응진전               | 경주시 양북면 호암리 419     |
| 23   | 223호 (경북) | 이씨 삼강묘비               | 경주시 강동면 다산리 산58-1  |
| 24   | 233호 (경북) | 익재 집책판                 | 경주시 안강읍 양월리 679     |
| 25   | 263호 (경북) | 육의당                      | 경주시 외동면 재내리 322     |
| 26   | 268호 (경북) | 삼괴정                      | 경주시 강동면 다산리 533     |
| 27   | 280호 (경북) | 최진립 전적 및 유품         | 경주시 내남면 이조리 492     |
| 28   | 318호 (경북) | 감산사 석조비로자나불좌상   | 경주시 외동읍 괘릉리 6-2     |

### 시도무형문화재
| 번호 | 지정번호    | 등록명      | 소재지                |
| ---- | ----------- | ----------- | --------------------- |
| 1    | 19호 (경북) | 가야금 병창 | 경북 경주시           |
| 2    | 28호 (경북) | 가곡        | 경주시 황성동 1053-48 |

### 시도기념물
| 번호 | 지정번호     | 등록명               | 소재지                           |
| ---- | ------------ | -------------------- | -------------------------------- |
| 1    | 8호 (경북)   | 양동의 향나무        | 경주시 강동면 양동리 223         |
| 2    | 19호 (경북)  | 서악서원             | 경주시 서악동 615                |
| 3    | 31호 (경북)  | 경주 간묘            | 경주시 황성동 471                |
| 4    | 32호 (경북)  | 김인문묘             | 경주시 서악동 1006-1             |
| 5    | 33호 (경북)  | 김양묘               | 경주시 서악동 1006-1             |
| 6    | 34호 (경북)  | 경주 능지탑지        | 경주시 배반동 621-1              |
| 7    | 46호 (경북)  | 상서장               | 경주시 인왕동 산37-2외 임야 11필 |
| 8    | 54호 (경북)  | 경주 표암            | 경주시 동천동 507-7외 49필       |
| 9    | 66호 (경북)  | 경주 동부동 은행나무 | 경주시 동부동 193외 3필          |
| 10   | 79호 (경북)  | 석탈해왕 탄강유허    | 경주시 양남면 나아리 538-1외 7필 |
| 11   | 85호 (경북)  | 종오정 일원          | 경주시 손곡동 375외 5필          |
| 12   | 88호 (경북)  | 용산서원             | 경주시 내남면 이조리 659외 2필   |
| 13   | 98호 (경북)  | 경주 석장동 암각화   | 경주시 석장동 산38-1             |
| 14   | 102호 (경북) | 수봉정               | 경주시 외동읍 괘릉리             |
| 15   | 114호 (경북) | 동강서원             | 경주시 강동면 유금리 148-1외 3필 |
| 16   | 115호 (경북) | 경주 손순 유허       | 경주시 현곡면 소현리 623         |
| 17   | 130호 (경북) | 전홍유후 설총묘      | 경주시 보문동 423                |

### 시도민속자료
| 번호 | 지정번호      | 등록명        | 소재지                     |
| ---- | ------------- | ------------- | -------------------------- |
| 1    | 34호 (경북)   | 양동 대성헌   | 경주시 강동면 양동리 183   |
| 2    | 34-1호 (경북) | 안채          | 경주시 강동면 양동리 183   |
| 3    | 34-2호 (경북) | 사랑채        | 경주시 강동면 양동리 183   |
| 4    | 34-3호 (경북) | 행랑채        | 경주시 강동면 양동리 183   |
| 5    | 73호 (경북)   | 목조 문무인상 | 경주시 강동면 국당리 149-1 |
| 6    | 94호 (경북)   | 경주 귀래정   | 경주시 강동면 다산2리 1074 |
| 7    | 99호 (경북)   | 충의당        | 경주시 내남면 이조리 492   |

### 문화재자료
| 번호 | 지정번호 | 등록명                        | 소재지                              |
| ---- | -------- | ----------------------------- | ----------------------------------- |
| 1    | 2호      | 경주 사마소                   | 경주시 교동 89-1                    |
| 2    | 3호      | 동경관                        | 경주시 동부동 105-5                 |
| 3    | 4호      | 백율사 대웅전                 | 경주시 동천동 406-1                 |
| 4    | 5호      | 경주 벽도산 석불입상          | 경주시 율동 산73                    |
| 5    | 6호      | 경주 남산동 석조감실          | 경주시 남산동 산58                  |
| 6    | 7호      | 경주 남사리 북 삼층석탑       | 경주시 현곡면 남사리 313-4          |
| 7    | 8호      | 경주 황오동 삼층석탑          | 경주시 성동동 41-1                  |
| 8    | 9호      | 분황사 석정                   | 경주시 구황동 314-5                 |
| 9    | 10호     | 경주 교동 석등                | 경주시 교동 64-1                    |
| 10   | 11호     | 경주 노서동 석불입상          | 경주시 노서동 156-8                 |
| 11   | 12호     | 경주 서부동 석불좌상          | 국립경주박물관                      |
| 12   | 13호     | 남간사지 석정                 | 경주시 탑동 902                     |
| 13   | 14호     | 웅수사지 석불입상             | 국립경주박물관                      |
| 14   | 90호     | 익재 영정                     | 경주시 안강읍 양월리 777-1          |
| 15   | 91호     | 종덕재정당                    | 경주시 안강읍 노당리 1115-2         |
| 16   | 92호     | 경주 안계리 석조 석가여래좌상 | 경주시 강동면 안계리 산8-4          |
| 17   | 93호     | 경주 오야리 삼층석탑          | 경주시 천북면 오야리 산31           |
| 18   | 94호     | 숭복사지 삼층석탑             | 경주시 외동읍 말방리 산23-1         |
| 19   | 95호     | 감산사지 삼층석탑             | 경주시 외동읍 괘릉리 5              |
| 20   | 96호     | 경주 활성리 석불입상          | 경주시 외동읍 활성리 385-2          |
| 21   | 97호     | 금곡사지 원광법사 부도탑      | 경주시 안강읍 두류리 9-1            |
| 22   | 98호     | 경주 근계리 입불상            | 경주시 안강읍 근계리 산131          |
| 23   | 166호    | 수재정                        | 경주시 안강읍 하곡리 29             |
| 24   | 167호    | 성산서당                      | 경주시 안강읍 하곡리 11             |
| 25   | 188호    | 구강서원                      | 경주시 안강읍 양월리 679            |
| 26   | 240호    | 인용사지                      | 경주시 인왕동 344-6외               |
| 27   | 251호    | 기림사 진남루                 | 경주시 양북면 호암리 419            |
| 28   | 252호    | 기림사 약사전                 | 경주시 양북면 호암리 419            |
| 29   | 254호    | 숭덕전                        | 경주시 탑동 77                      |
| 30   | 255호    | 숭신전                        | 경주시 동천동 350-7                 |
| 31   | 256호    | 숭혜전                        | 경주시 황남동 216                   |
| 32   | 261호    | 손종로 정충 비각              | 경주시 강동면 양동리 84             |
| 33   | 301호    | 경주 기림사 소장유물          | 경주시 양북면 호암리 420 함월전시관 |
| 34   | 312호    | 경주 안심리 암각화            | 경주시 내남면 안심리 14             |
| 35   | 313호    | 덕봉 정사                     | 경주시 마동 538                     |
| 36   | 319호    | 분황사 약사여래입상           | 경주시 구황동 312                   |
| 37   | 329호    | 경주 단고사 강당              | 경주시 강동면 검단리 788            |
| 38   | 344호    | 운암공 부조묘                 | 경주시 천북면 성지리 629-1          |
| 39   | 345호    | 경주 유연정                   | 경주시 강동면 왕신리 310            |
| 40   | 383호    | 월성 주사댁                   | 경주시 강동면 단구리 127            |
| 41   | 464호    | 단계서당                      | 경주시 강동면 다산리 878            |
| 42   | 497호    | 경주 도봉서당                 | 경북 경주시                         |

## 같이 보기
- 경주시